# Internationale Elektriciteitstentoonstelling
De eerste Internationale Elektriciteitstentoonstelling in Parijs vond plaats van 15 augustus tot 15 november 1881 in het Palais de l'Industrie aan de Avenue des Champs-Élysées. Op deze tentoonstelling werd de vooruitgang in de elektrotechniek getoond sinds een kleinere expositie op de Exposition Universelle van 1878.

## Expositie
Het initiatief van de expositie was aanvankelijk afkomstig van Adolphe Cochery, de Franse minister van Post en Telegrafie van die tijd. Naast een kleine financiële bijdrage van de Franse overheid voor het gebouw werd deze tentoonstelling vrijwel geheel privaat gefinancierd. De deelnemers kwamen uit Groot-Brittannië, de Verenigde Staten. Duitsland, België en Nederland alsmede uit Frankrijk. Het publiek kon onder andere de dynamo van Zénobe Gramme aanschouwen, de gloeilamp, de Théâtrophone (een toestel om live mee te luisteren met toneelvoorstellingen), de elektrische tram van Werner von Siemens die langs de Champs-Élysées reed, de telefoon van Alexander Bell, een elektrisch distributienetwerk van Marcel Deprez en de elektrische aangedreven boot van Gustave Pierre Trouvé. Blikvanger van de Nederlandse bijdrage aan de Elektriciteitstentoonstelling was de grote elektriseermachine uit het Teylers Museum.
Onderdeel van de tentoonstelling was de eerste Internationale Bijeenkomst van Elektrotechnici die werd gehouden in de zalen van het Palais du Trocadéro. Tijdens de bijeenkomst werden talrijke wetenschappelijke en technische artikelen gepresenteerd en werd de definitie van de standaardeenheden volt, ohm en ampère vastgelegd.

## Gloeilamp
Elektrische verlichting met gloeilampen was een van de belangrijkste innovaties die op de expositie getoond werd, waarbij zo'n 2500 lampen werden gebruikt voor het verlichting van de venue (plaats van handeling). De gloeilampen van Thomas Edison, St. George Lane-Fox, Hiram Maxim en Joseph Swan werden met elkaar vergeleken. Via uitgebreide testen bepaalde een comité het meest efficiënte lampontwerp. De conclusie was dat de Edison-lamp het efficiëntst was, gevolgd door die van Lane-Fox, Swan en Maxim.